# Claudio García Satur
Claudio García Satur (Buenos Aires, 22 de fevereiro de 1938) é um ator argentino. Possui longa trajetória no cinema e é reconhecido por seu papel em Rolando Rivas, taxista (1972).

## Filmografia
- Besos en la frente (1996) - Pablo
- Facundo, la sombra del tigre (1994)
- Crucero de placer (1980)
- El Fausto criollo (1979)
- Los médicos (1978)
- El soltero (1977)
- Rolando Rivas, taxista (1974) - Rolando Rivas
- La piel del amor (1973)
- La sartén por el mango (1972)
- El picnic de los Campanelli (1972) - Claudio
- La gran ruta (1971)
- El veraneo de los Campanelli (1971) - Claudio